# Mini Countryman
Mini Countryman är en SUV, tillverkad av den tyska biltillverkaren BMW:s engelska dotterbolag MINI sedan 2010.

## Generation 1

### Mini Countryman (R60)
På bilsalongen i Paris 2008 visades konceptbilen Mini Crossover. Två år senare hade produktionsmodellen premiär på Genèvesalongen. Mini Countryman är framhjulsdriven men de starkare Cooper-versionerna erbjuds även med fyrhjulsdrift under namnet ALL4.

### Mini Paceman (R61)
På bilmässan i Detroit  2011 visades en coupé-version av Countryman kallad Mini Paceman som konceptbil. I slutet av 2012 sattes modellen i produktion, med samma drivlinor som systermodellen.

### Motorer
| Modell            | Årsmodell | Motor               | Cylindervolym | Effekt     | Bränslesystem            |
| ----------------- | --------- | ------------------- | ------------- | ---------- | ------------------------ |
| One D             | 2011-17   | 4-cyl radmotor DOHC | 1560 cm³      | 90 hk      | Common rail turbodiesel  |
| Cooper D          | 2011-17   | 4-cyl radmotor DOHC | 1560 cm³      | 112 hk     | Common rail turbodiesel  |
| Cooper SD         | 2011-17   | 4-cyl radmotor DOHC | 1995 cm³      | 143 hk     | Common rail turbodiesel  |
| One               | 2011-17   | 4-cyl radmotor DOHC | 1598 cm³      | 98 hk      | Direktinsprutning        |
| Cooper            | 2011-17   | 4-cyl radmotor DOHC | 1598 cm³      | 122 hk     | Direktinsprutning        |
| Cooper S          | 2011-17   | 4-cyl radmotor DOHC | 1598 cm³      | 184-190 hk | Direktinsprutning, turbo |
| John Cooper Works | 2012-17   | 4-cyl radmotor DOHC | 1598 cm³      | 211-218 hk | Direktinsprutning, turbo |

### Bildgalleri 1:a generationen

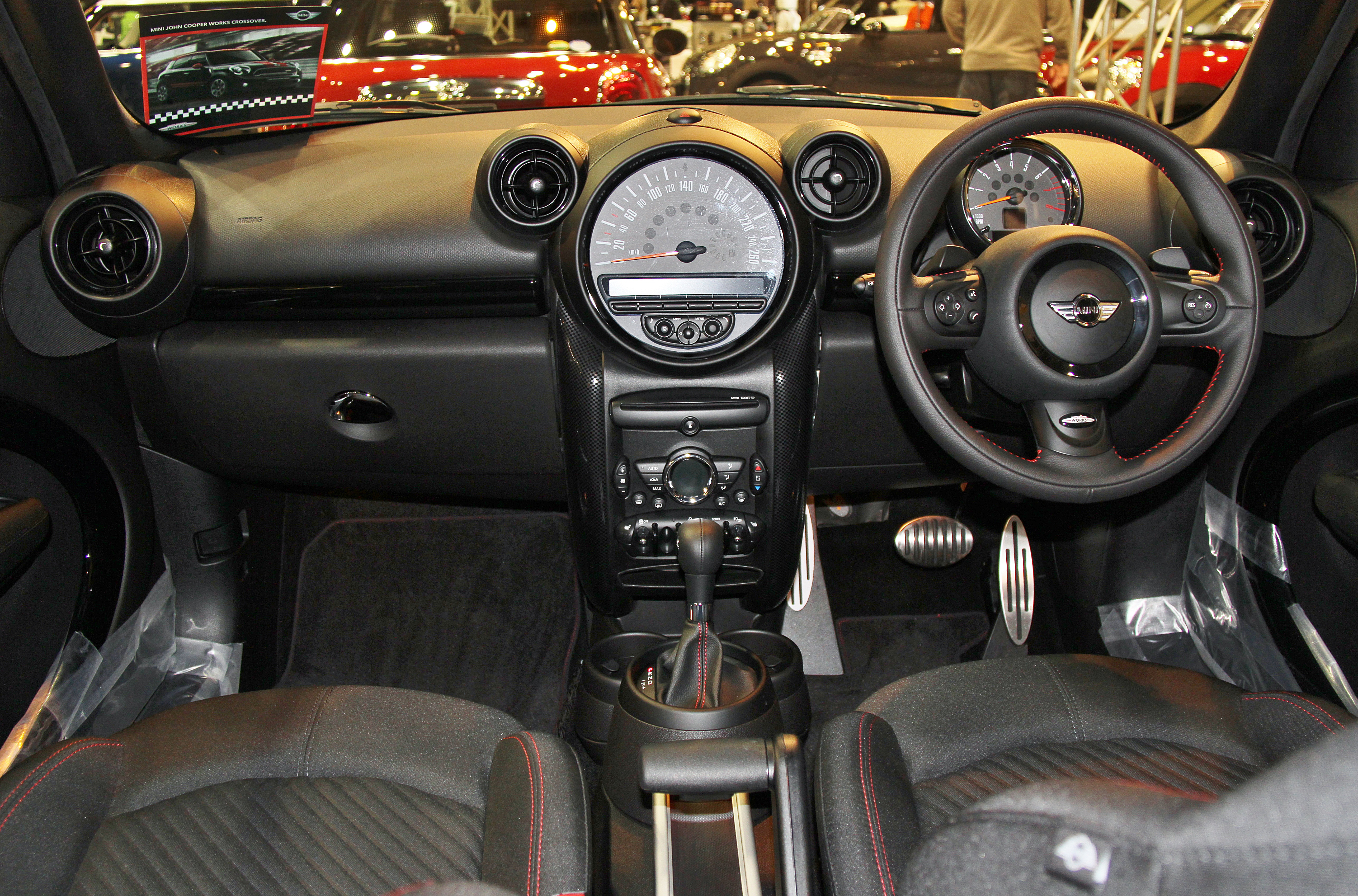
Mini Countryman instrumentpanel.
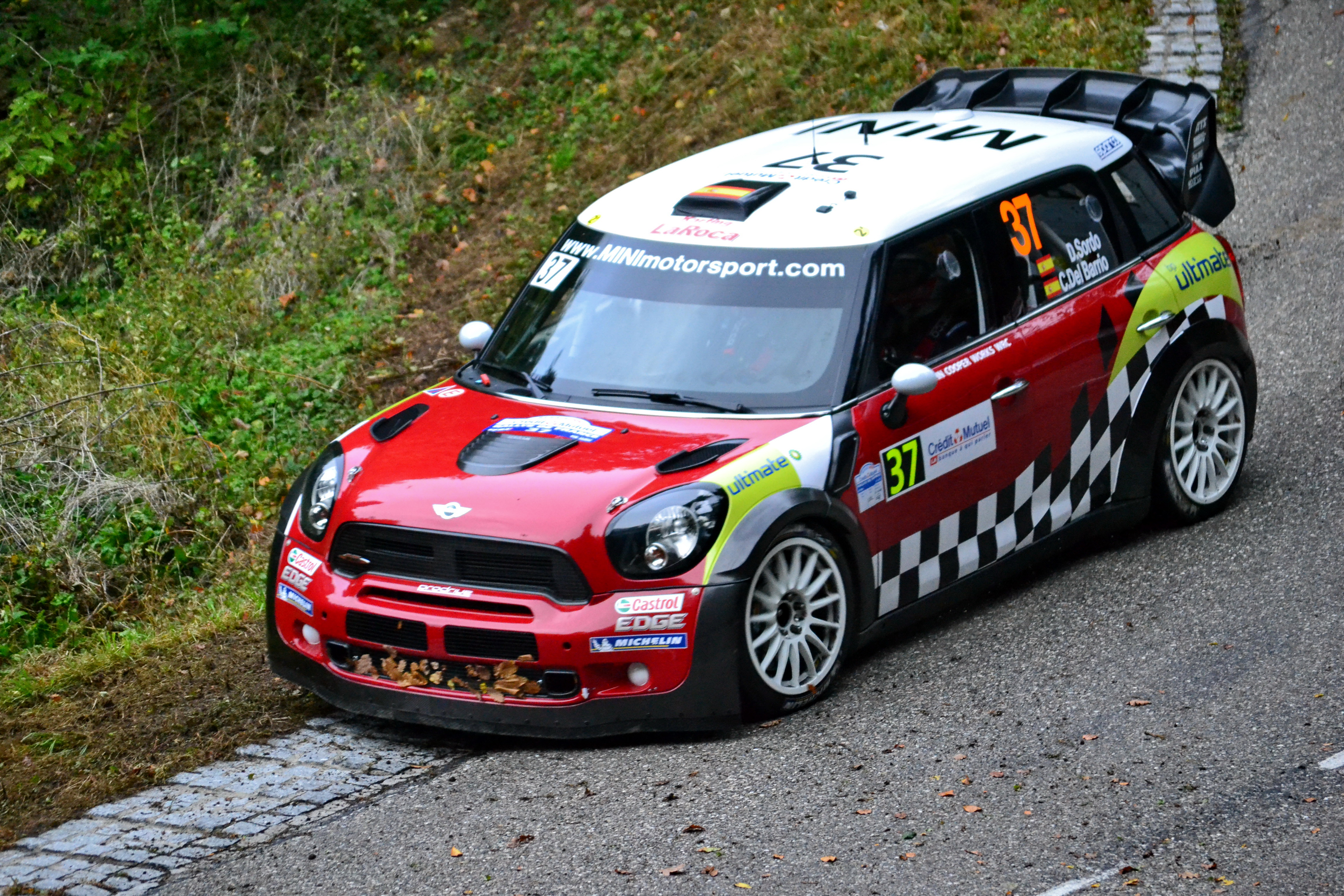
Dani Sordo i franska rallyt 2012.
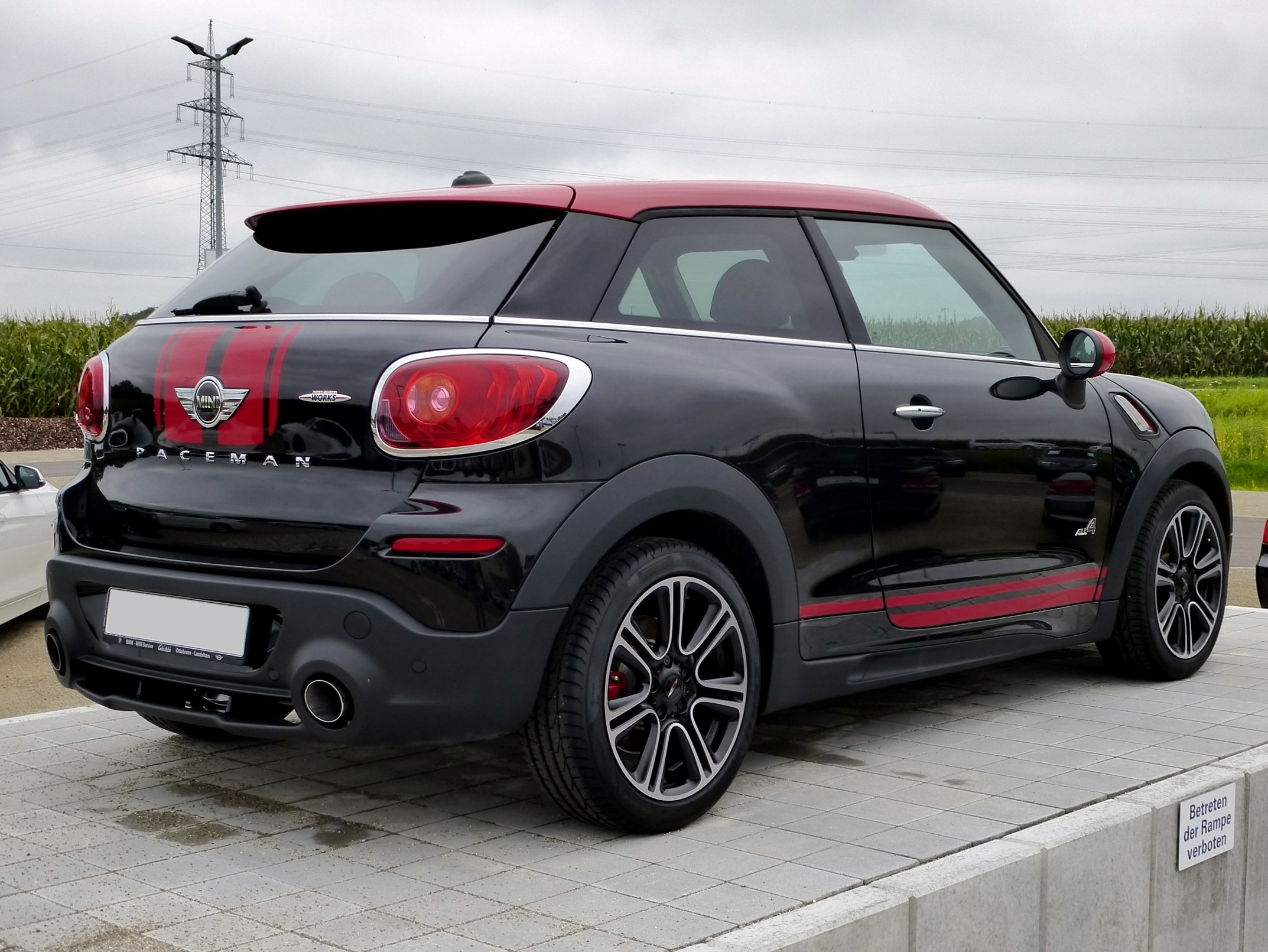
Mini John Cooper Works Paceman All4.

## Generation 2
Den andra generationen MINI Countryman började säljas våren 2017. Den bygger på BMW:s UKL-plattform där de minsta modellerna har en trecylindrig motor. Bilen kommer även i hybridversion.

### Motorer
| Modell    | Årsmodell | Motor               | Cylindervolym | Effekt | Bränslesystem                      |
| --------- | --------- | ------------------- | ------------- | ------ | ---------------------------------- |
| Cooper D  | 2017-23   | 4-cyl radmotor DOHC | 1995 cm³      | 150 hk | Common rail turbodiesel            |
| Cooper SD | 2017-23   | 4-cyl radmotor DOHC | 1995 cm³      | 190 hk | Common rail turbodiesel            |
| Cooper    | 2017-23   | 3-cyl radmotor DOHC | 1499 cm³      | 136 hk | Direktinsprutning , turbo          |
| Cooper S  | 2017-23   | 4-cyl radmotor DOHC | 1998 cm³      | 192 hk | Direktinsprutning, turbo           |
| Cooper SE | 2018-23   | 3-cyl radmotor DOHC | 1499 cm³      | 224 hk | Direktinsprutning, turbo + elmotor |

## Generation 3
Den tredje generationen MINI Countryman presenterades i september 2023. Den bygger fortsatt på samma plattform som BMW X1 och bilarna byggs parallellt i tyska Leipzig. Utöver förbränningsmotorer kommer modellen även som ren elbil.

### Motorer
| Modell                 | Årsmodell | Motor               | Cylindervolym | Effekt | Bränslesystem            |
| ---------------------- | --------- | ------------------- | ------------- | ------ | ------------------------ |
| C                      | 2024-     | 3-cyl radmotor DOHC | 1499 cm³      | 156 hk | Direktinsprutning, turbo |
| John Cooper Works ALL4 | 2024-     | 4-cyl radmotor DOHC | 1998 cm³      | 300 hk | Direktinsprutning, turbo |
| Cooper E               | 2024-     | 1 st elmotor        |               | 204 hk |                          |
| Cooper SE ALL4         | 2024-     | 2 st elmotorer      |               | 313 hk |                          |

## Motorsport
Under säsongerna 2011 till 2013 tävlade Mini i Rally-VM med modellen Mini John Cooper Works WRC. Rallysatsningen drevs av Prodrive.